# Michael Seemann

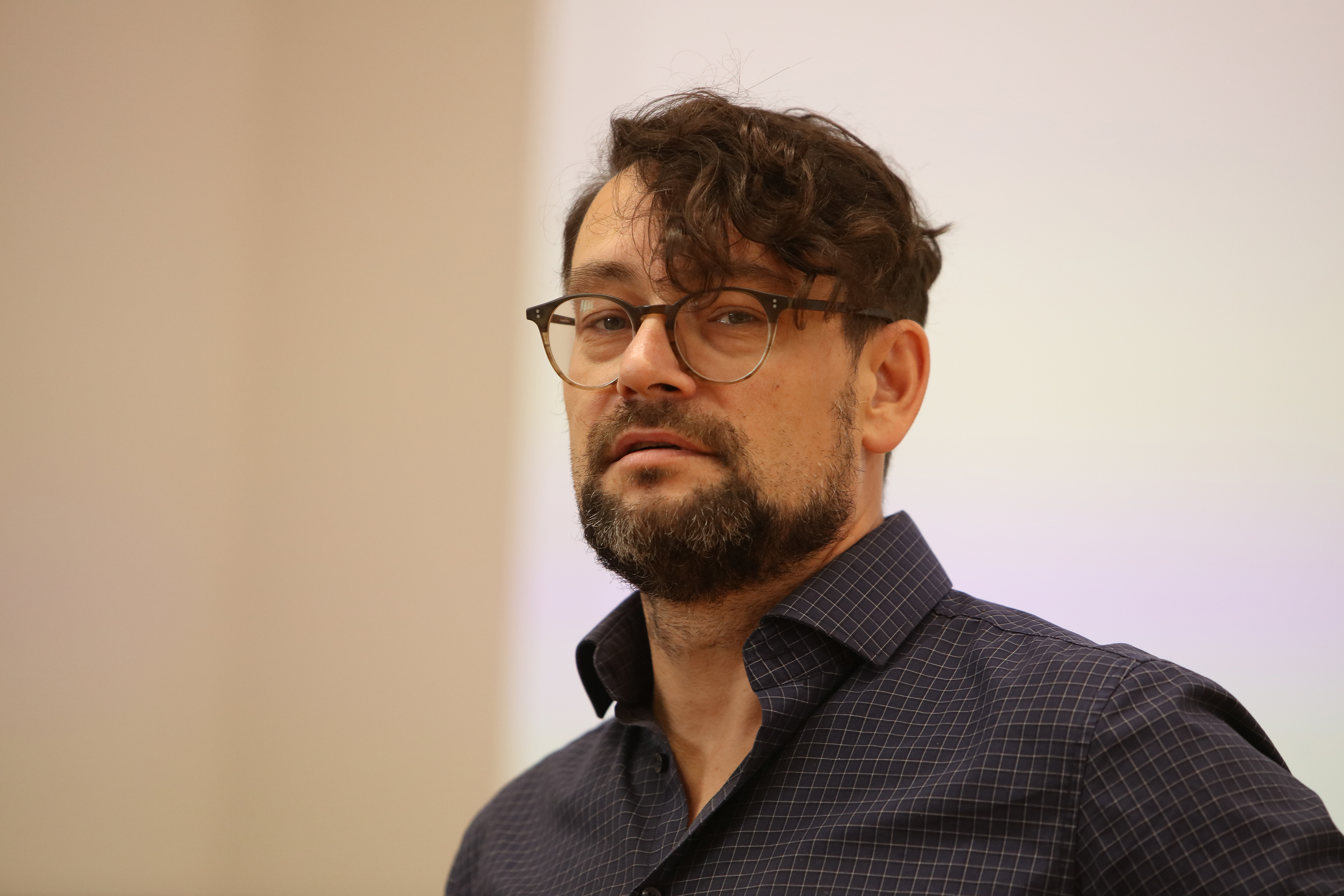
Michael Seemann (2023)

Michael Seemann (* 12. Juli 1977 in Wolfsburg, Pseudonym: mspr0 oder mspro) ist ein deutscher Kulturwissenschaftler, Sachbuchautor und Journalist. Er hält Vorträge und Seminare an der Universität zu Köln und der Universität der Künste Berlin, wird als Sachverständiger zu Online-Themen bestellt und ist als Blogger mit verschiedenen Projekten im Internet aktiv.

## Leben
Michael Seemann studierte Angewandte Kulturwissenschaft in Lüneburg und arbeitete anfänglich als Programmierer in Hamburg. Seit 2005 ist er mit verschiedenen Projekten im Internet aktiv; seit 2008 lebt er in Berlin und sieht sich vor allem als Teil einer „digitalen Bohème“.
Als Sachverständiger wurde er z. B. vom Ausschuss Digitale Agenda im Deutschen Bundestag herangezogen.
Als Journalist schreibt er für Medien wie Der Tagesspiegel, Zeit Online, Spex, Spiegel Online, c’t und das Du-Magazin sowie für das Zukunftsinstitut von Matthias Horx und CARTA. Zum zehnjährigen Bestehen von Fefes Blog 2015 kritisierte er Felix von Leitner (Fefe) und die „Fefisten“ in der taz. Seiner Meinung nach betreibe Fefe mangelhafte Recherche, undifferenzierte Sichtweisen und Hetze gegen Minderheiten. Sein Blog sei das „Leitmedium für den reaktionär-ignoranten Teil der männlichen deutschen Netzszene“.
Er unterrichtet verschiedene Seminare im Studiengang Intermedia an der humanwissenschaftlichen Fakultät der Universität zu Köln sowie der Universität der Künste Berlin.
Auf Konferenzen wie z. B. der re:publica 2010, 2011, 2012, 2014, 2015 und 2016 hielt er Vorträge zu den Themen Whistleblowing, Datenschutz, Urheberrecht, Netzkultur, Plattformen und die Krise der Institutionen in Zeiten des digitalen Kontrollverlusts.
Seine Blogs wurden von der Zeit, der SZ, dem Spiegel, der FAZ und der NZZ wahrgenommen und zitiert. Deutschlandradio Wissen porträtierte Seemann im Hörfunk.
Im Wintersemester 2020/2021 wurde Michael Seemann an der philosophischen Fakultät der Universität Tübingen bei Bernhard Pörksen mit einer Arbeit über Die Macht der Plattformen promoviert.
Am 9. Februar 2025 hat Michael Seemann in seinem Blog bekanntgegeben, dass er der Partei Die Linke beigetreten ist.

## Projekte
Anfang 2010 begann Michael Seemann den Blog CTRL-Verlust bei der Frankfurter Allgemeine Zeitung. Nach einem Streit um Bildlizenzen betreibt er ihn seit Sommer 2010 in Eigenregie als Wissensplattform rund um den Kontrollverlust im Internet. Der Medienwissenschaftler Robin Meyer-Lucht sah im Ende der Zusammenarbeit einen „Clash der publizistischen Kulturen“, zumal Seemann selbst einräumte, „fast immer entgegen der Redaktionslinie geschrieben“ zu haben. Die FAZ bestritt allerdings gegenüber CARTA einen systematischen Konflikt. 2014 legte er seine Thesen in dem Buch Das neue Spiel. Strategien für die Welt nach dem digitalen Kontrollverlust vor.
Wir. Müssen Reden (WMR) ist ein seit 2009 in unregelmäßigen Abständen von Seemann produzierter, meist mehrstündiger Podcast. Mit seinem Mit-Produzenten Max von Webel sowie Gästen wie zum Beispiel Antje Schrupp, Sascha Lobo, Stefan Niggemeier oder Anne Helm bespricht er hier aktuelle Themen aus Netzpolitik und Weltgeschehen.
Im Jahr 2008 gründete Seemann gemeinsam mit André Krüger twitkrit, das den Twitter-Tweet als eigene Literaturform sah und bis 2011 jeden Tag einen Tweet besprach. Der Spiegel bezeichnete das Projekt als „Kritikerportal“ für „Twitteratur“, eine „Fundgrube für gute Aphorismen“.

## Schriften (Auswahl)
- mit Dirk Baranek, Björn Grau, u. a.: Twitter: das Leben in 140 Zeichen. Pons-Verlag Stuttgart 2010. ISBN 978-3-12-010028-7.
- Vom Kontrollverlust zur Filtersouveränität In: #public_life: Digitale Intimität, die Privatsphäre und das Netz Heinrich-Böll-Stiftung Berlin 2011. S. 74–79 ISBN 978-3-86928-052-3.
- Street View: Es gibt kein analoges Leben im Digitalen. In: Jan Krone (Hrsg.): Medienwandel kompakt 2008 – 2010: Schlaglichter der Veränderung in Medienökonomie, -politik, -recht und Journalismus. Nomos Verlag Baden-Baden 2011 S. 271–273 ISBN 978-3-8329-6263-0
- Das Partizipations-Transparenz-Dilemma. In: BerlinPositionen aus dem Forum Berlin, Friedrich-Ebert-Stiftung Berlin 2012.
- Plattformneutralität – das politische Denken der Piraten. In: Christoph Bieber (Hrsg.): Unter Piraten: Erkundungen in einer neuen politischen Arena, Transcript Verlag Bielefeld 2012. S. 91–100 ISBN 978-3-8376-2071-9.
- Lasst die Daten, schützt die Menschen! In: Jan-Hinrik Schmidt, Thilo Weichert (Hrsg.): Datenschutz – Grundlagen, Entwicklungen und Kontroversen Bundeszentrale für politische Bildung, Bonn 2012, ISBN 978-3-8389-0190-9, S. 243–248.
- Das neue Spiel. Strategien für die Welt nach dem digitalen Kontrollverlust. orange-press Freiburg 2014. ISBN 978-3-936086-79-9.
- Informationelle und andere Selbstbestimmungen – Wie das Internet unsere Freiheiten umsortiert. In: Hans Peter Bull (Hrsg.): Zukunft der informationellen Selbstbestimmung. Erich Schmidt Verlag Berlin 2016 S. 127–136 ISBN 978-3-503-16677-0
- Die Macht der Plattformen. Politik in Zeiten der Internet-Giganten. Christoph Links Verlag, Berlin 2020, ISBN 978-3-96289-075-9, doi:10.5281/zenodo.6335307 (zenodo.org – zugleich Dissertation, Universität Tübingen, Wintersemester 2020/2021).